# イチモンジブダイ
イチモンジブダイ (学名：Scarus forsteni)は、スズキ目ブダイ科に属する海水魚。インド洋と太平洋の熱帯海域に分布する。

## 形態
体長は最大55 cm。体型はやや側偏した楕円形。背鰭は9棘10軟条から、臀鰭は3棘9軟条から成る。尾鰭は三日月形となる。
雄の体色は緑色または青色で、頭部は暗色となる。体側面中央部は桃色または橙色、鱗前縁は桃色。上唇は桃色で、眼の下を通る青いラインをもつ。背鰭下部および臀鰭上部、胸鰭下部、尾鰭前部は桃色。背鰭上部および臀鰭下部、胸鰭上部、尾鰭後部、尾鰭縁は青色。
雌の体色は灰色で、尾鰭後部、胸鰭前部は赤色。腹鰭、臀鰭、背鰭は薄い赤色。尾柄から尾鰭中央部にかけて白色。雌の体側面中心部には黄色く縁取られた青色の斑紋とその上部に暗色の斑紋をもち、一本の黒色縦縞が通る。ただし体色変化が著しく、暗色の斑紋は白色になり、体色も白色がかる場合がある。
幼魚の体色は橙色で、細く不明瞭な縦縞が入る。体側面には薄く白い斑紋が規則的に並ぶ。

## 生態
東インド洋から太平洋にかけ広く分布するが、ハワイ諸島、イースター島では記録されていない。日本では八丈島、小笠原諸島、硫黄島、南硫黄島、和歌山県串本、高知県柏島、屋久島、琉球諸島、南大東島、尖閣諸島での記録がある。幼魚は相模湾でも確認されている。岩礁や礁湖、水深30m以下の浅いサンゴ礁に生息し、単独で生活する。岩やサンゴに付着した藻類を捕食する。産卵は雌雄一対で行われる。

## 人間との関係
沖縄県では刺し網、定置網、刺突漁などで捕獲され、食用とされている。